# Фрідріх Кляйн
Карл Фрідріх Кляйн (нім. Karl Friedrich Klein; 17 травня 1894, Побурцен — 1 березня 1945) — німецький офіцер, оберст вермахту. Кавалер Німецького хреста в золоті.

## Біографія
1 жовтня 1912 року вступив в Прусську армію. Учасник Першої світової війни. 26 квітня 1920 року вступив в поліцію. 16 березня 1936 року перейшов у вермахт. З 27 серпня 1939 по 16 вересня 1941 року — командир 2-го батальйону 459-го піхотного полку. 2 серпня 1941 року поранений. З 30 грудня 1941 року — командир 290-го піхотного, з 27 грудня 1943 по 2 січня 1944 року — 978-го гренадерського полку. З 11 серпня 1944 року — керівник німецького контактного командування при угорській 16-й піхотній дивізії. 26 серпня відряджений в групу армій «Північна Україна» для служби комендантом Ченстохау. Зник безвісти.

## Сім'я
11 листопада 1921 року одружився з Ідою Дормеєр (27 травня 1897). В пари народились дочка Гертраут (22 червня 1923) і син Ганс-Адальберт (23 вересня 1931).

## Звання
- Єфрейтор (28 жовтня 1914)
- Унтерофіцер (1 вересня 1916)
- Фельдфебель (31 березня 1918)
- Вахмістр поліції (26 квітня 1920)
- Гауптвахмістр поліції (30 червня 1920)
- Лейтенант поліції (7 січня 1924)
- Оберлейтенант поліції (1 квітня 1927)
- Гауптман поліції (1 січня 1934)
- Гауптман (16 березня 1936)
- Майор (1 жовтня 1937)
- Оберстлейтенант (1 лютого 1941)
- Оберст (1 липня 1942)

## Нагороди
- Срібна медаль «За військові заслуги» (Вюртемберг) (27 листопада 1915)
- Залізний хрест
  - 2-го класу (9 січня 1917)
  - 1-го класу (19 жовтня 1918)
- Медаль «За вислугу років» (Пруссія) 2-го класу (12 років; 31 березня 1920)
- Почесний хрест ветерана війни з мечами (23 листопада 1934)
- Пам'ятна військова медаль (Угорщина) з мечами
- Медаль «За вислугу років у Вермахті»
  - 4-го, 3-го і 2-го класу (18 років; 2 жовтня 1936) — отримав 3 медалі одночасно.
  - 1-го класу (25 років; 1 жовтня 1937)
- Медаль «За Атлантичний вал» (23 квітня 1940)
- Застібка до Залізного хреста
  - 2-го класу (27 червня 1940)
  - 1-го класу (20 липня 1941)
- Нагрудний знак «За поранення» в чорному (7 серпня 1941)
- Медаль «За зимову кампанію на Сході 1941/42» (11 липня 1942)
- Німецький хрест в золоті (7 жовтня 1942)
- Почесна застібка на орденську стрічку для Сухопутних військ (25 березня 1945)